# Schupflehen
Ein Schupflehen war im Lehnswesen besonders Oberdeutschlands ein Lehen, das nur auf Lebenszeiten verliehen wurde und aus dessen Besitz die Erben nach dem Tode des Lehnsmannes gleichsam „geschupft“ (oberdeutsch für „geschubst“/„gestoßen“) wurden. Es war somit gleichzusetzen mit den Begriffen: Fallgut, Falllehen, leibfälliges Lehen, Feudum mobile.
In weiterer Bedeutung wurde noch bis ins 19. Jahrhundert hinein auch oft ein Grundstück, das auf unbestimmte Zeit überlassen wird, als Schupflehen bezeichnet.

## Quelle
- Schupflehen, Oekonomische Encyklopädie von J. G. Krünitz, erschienen 1773–1858 in 242 Bänden